# Strombocodia
Strombocodia is een vliegengeslacht uit de familie van de roofvliegen (Asilidae).

## Soorten
- S. elegans Hermann, 1912